# 察尔斯·门罗

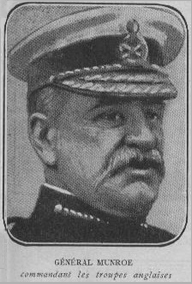

察尔斯·门罗（英語：Sir Charles Carmichael Monro, 1st Baronet of Bearcrofts，1860年6月15日—1929年12月7日）GCB、GCSI、GCMG，英國陸軍上將，曾參與第一次世界大战，从1923年起担任直布罗陀总督直到去世，享年六十九岁。

## 军事生涯
门罗在英国的桑德赫斯特皇家军事学院接受教育，门罗在1879年加入皇家女王兵团第1营（2nd Regiment of Foot）。他曾在第二次布尔战争参加1900年的帕得贝格战役。 1907年，他在都柏林出任第13步兵旅的指挥官，并于1912年，他成为第二伦敦师的师长。
在第一次世界大战开始后，他派往法国指挥第二师，在伊普尔战役中发挥着重要作用。1914年，他升任为第一军的军长，然后再次升任第3集团军的司令。加利波利战役后，地中海远征军总司令伊恩·汉密尔顿将军被解任，门罗在1915年10月取而代之。门罗下令部队撤退加利波利,这次撤退是協約國在整个战役里最成功的军事行动。门罗在1916年在法国调任英国第一集团军的司令，同一年在印度，门罗成为印度英军司令部总司令。

## 晚年生活
在1923年，他出任直布罗陀总督直到去世。1929年门罗去世享年69岁，埋葬在伦敦的布朗普顿公墓。